# Anne Dorval

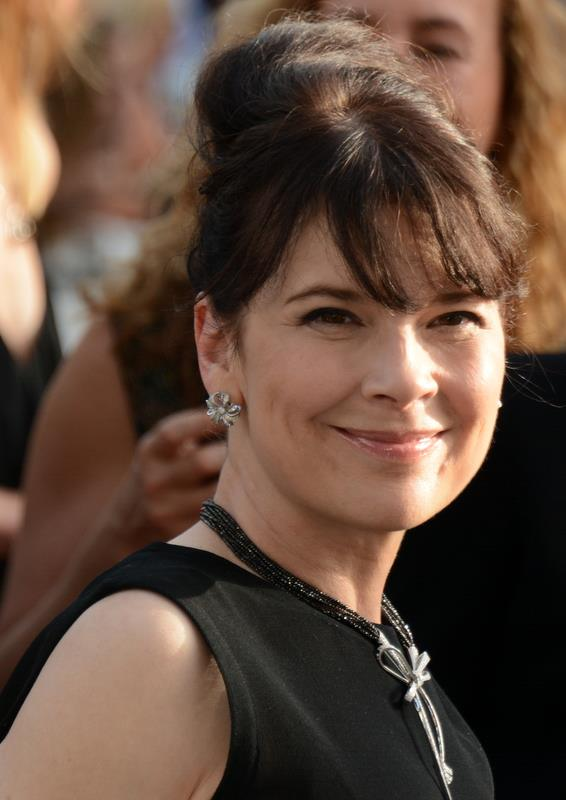
Anne Dorval (2015)

Anne Dorval (* 8. November 1960 in Noranda) ist eine kanadische Theater- und Filmschauspielerin und Synchronsprecherin.

## Leben
Anne Dorval studierte zunächst Bildende Kunst und von 1979 bis 1983 Schauspiel am Konservatorium Montreal. Sie wurde dann als Theater-Schauspielerin tätig und einige Jahre später auch für Film und Fernsehen angefragt. Ab 1989 wurde sie landesweit mit der Seifenoper Chambres en ville bekannt. Anfang der 1990er Jahre wurde sie auch als Synchronsprecherin aktiv und lieh Sharon Stone, Robin Wright oder Lucy Liu ihre Stimme. Ab 2008 spielte sie die Mutter Natalie in der Familienserie Elternalarm – Die Familie Parent.
Für ihre Hauptrolle der Chantale Lemming im Drama I Killed My Mother wurde sie 2009 mit dem Prix Jutra ausgezeichnet. Für die Hauptrolle der Mutter in Mommy wurde sie mit dem Chlotrudis Award und dem Jutra geehrt.  

## Filmografie (Auswahl)
- 1989–1996: Chambres en ville (Fernsehserie, 172 Folgen)
- 2005–2007: Le coeur a ses raisons (Fernsehserie, 39 Folgen)
- 2008–2014: Elternalarm – Die Familie Parent (Les Parent, Fernsehserie, 102 Folgen)
- 2009: I Killed My Mother (J'ai tué ma mère)
- 2010: Herzensbrecher (Les amours imaginaires)
- 2012: Laurence Anyways
- 2014: Mommy
- 2016: Die Lebenden reparieren (Réparer les vivants)
- 2017: Die Neiderin (Jalouse)
- 2018: Léo (Fernsehserie, 6 Folgen)
- 2019: Matthias & Maxime
- 2022: Die Nacht, als Laurier erwachte (Fernsehserie, 5 Folgen)
- 2024: Hundschuldig (Le procès du chien)